# Soultrane
Soultrane – czwarty album Johna Coltrane’a jako leadera, wydany przez wytwórnię Prestige Records w 1958.
Nagrań dokonano w studiu Rudy’ego Van Geldera w Hackensack 7 lutego 1958. W opisie na okładce płyty krytyk muzyczny Ira Gitler po raz pierwszy użył określenia sheets of sound dla oddania stylu improwizacji Coltrane’a.
Reedycja płyty na CD została wydana w serii Original Jazz Classics przez Fantasy Records.

## Lista utworów
Strona A
| 1. | „Good Bait” (Tadd Dameron)                  | 12:26 |
|    |                                             |       |
| 2. | „I Want to Talk About You” (Billy Eckstine) | 11:10 |
|    |                                             |       |
|    |                                             | 23:36 |
|    |                                             |       |
Strona B
| 3. | „You Say You Care” (Leo Robin, Jule Styne) | 6:25  |
|    |                                            |       |
| 4. | „Theme for Ernie” (Fred Lacey)             | 6:03  |
|    |                                            |       |
| 5. | „Russian Lullaby” (Irving Berlin)          | 5:42  |
|    |                                            |       |
|    |                                            | 18:10 |
|    |                                            |       |

## Twórcy
- John Coltrane – saksofon tenorowy
- Red Garland – fortepian
- Paul Chambers – kontrabas
- Art Taylor – perkusja